# Crispus Attucks
Crispus Attucks (Framingham, 1723 circa – Boston, 5 marzo 1770) è stato un patriota statunitense.
Fu il primo di cinque persone uccise nel massacro di Boston nel Massachusetts e l'unica vittima il cui nome viene comunemente ricordato. Per questo è considerato il primo martire della guerra d'indipendenza americana e un'importante e suggestiva figura della storia degli Stati Uniti. Poco si sa con certezza di Crispus Attucks oltre alla sua morte nel conflitto.
Le due fonti principali di testimonianze oculari del massacro, entrambe pubblicate nel 1770, non fanno riferimento ad Attucks come a un "negro" o "nero". La prima è un rapporto commissionato dalla città di Boston, "A Short Narrative of the Horrid Massacre" ("Un breve racconto dell'orribile massacro"), che conteneva oltre un centinaio di testimonianze di persone del posto su quello che avevano visto il 5 marzo 1770 (e un referto autoptico sull'esame del corpo di Crispus Attucks del dottor Benjamin Church).
La seconda fonte, "Il processo di William Wemms" ("The Trial of William Wemms") fa riferimento a Attucks più di una dozzina di volte come a un "mulatto" o "molatto" e una come a un "nativo americano", un'altra come un "uomo alto" e un'altra ancora come a un uomo "robusto".
Mentre alcuni attivisti antischiavisti del XIX secolo in seguito posero l'accento sull'origine africana di Attucks, i bostoniani nel 1770 lo consideravano di razza mista.
È stato solo all'inizio del XIX secolo, quando il movimento abolizionista prese slancio a Boston, che Attucks è stato lodato come esempio di afroamericano che ha avuto un ruolo eroico nella storia degli Stati Uniti, foggiando così la storia della sua identità. Poiché Crispus Attucks aveva antenati Wampanoag, la sua storia ha anche un significato speciale per molti nativi americani.

## Valutazioni su etnia e origini
Sono note poche informazioni su Attucks Crispus prima della sua morte nel massacro di Boston. 
Vi è chi ipotizza che si chiamasse con un altro nome, Michael Johnson.
Inoltre per quanto riguarda la sua origine mista, durante il periodo coloniale, non era raro che un nativo americano e una persona di origine africana si unissero e avessero dei figli insieme.
Attucks con ogni probabilità aveva ascendenze sia Wampanoag che africane.
Nel periodo successivo alla Guerra di Re Filippo nel 1676, un appartenente alla tribù Wampanoag di nome John Attucks venne giustiziato per tradimento. Poiché la schiavitù e la discriminazione razziale erano le condizioni di vita nel XVIII secolo, esistono pochi resoconti dettagliati della gente comune del periodo coloniale. 
Il nome "Crispus" era menzionato in alcuni documenti dell'epoca; ma, senza un cognome, è impossibile stabilire se questi si riferiscono ad Attucks.
Così gli storici si sono chiesti se un annuncio inserito nel giornale "Boston Gazette" ("Gazzetta di Boston") il 2 ottobre 1750, si riferisse a Crispus Attucks:
"Sfuggito al suo padrone William Brown di Framingham il 30 settembre scorso un mulatto di circa 27 anni di nome Crispus, alto 6 piedi e 2 pollici, capelli corti crespi, ha le ginocchia più strette tra loro del normale; e portava un mantello di pelle di castoro di colore chiaro, semplici brache di renna nuove, calze di filo blu e camicia a scacchi di lana.

Chiunque lo cattura deve portarlo al suo padrone sopra menzionato e avrà 10 sterline di ricompensa e il rimborso di tutte le spese sostenute. E tutti i comandanti di navi sono avvertiti di non nascondere o imbarcare il detto servo a pena di legge".
Tra i secoli XVII e XIX, il cognome "Attucks" era usato presso i "Praying Indians" nella zona tra Natick e Framingham. La ricerca antropologica di Frank Speck, così come il lavoro di studiosi di linguistica Algonquian Ives Goddard, Kathleen Bragdon, e Jessie Little Doe Baird, suggeriscono che "Attucks" è probabilmente una anglicizzazione della parola in lingua Wôpanââk, "ahtuq", che significa "cervo", in combinazione con "ees" che significa "piccolo".

## Il massacro di Boston
Nell'autunno del 1768 soldati britannici vennero inviati a Boston per aiutare a controllare la crescente inquietudine dei coloni, ma questo fece solamente aumentare le tensioni con i coloni che si opponevano alla presenza di truppe. 
Dopo il tramonto lunedì 5 marzo 1770, una folla di coloni affrontò una guardia che aveva percosso un garzone di un barbiere, che si lamentava perché un ufficiale inglese era in ritardo nel pagamento del conto. 

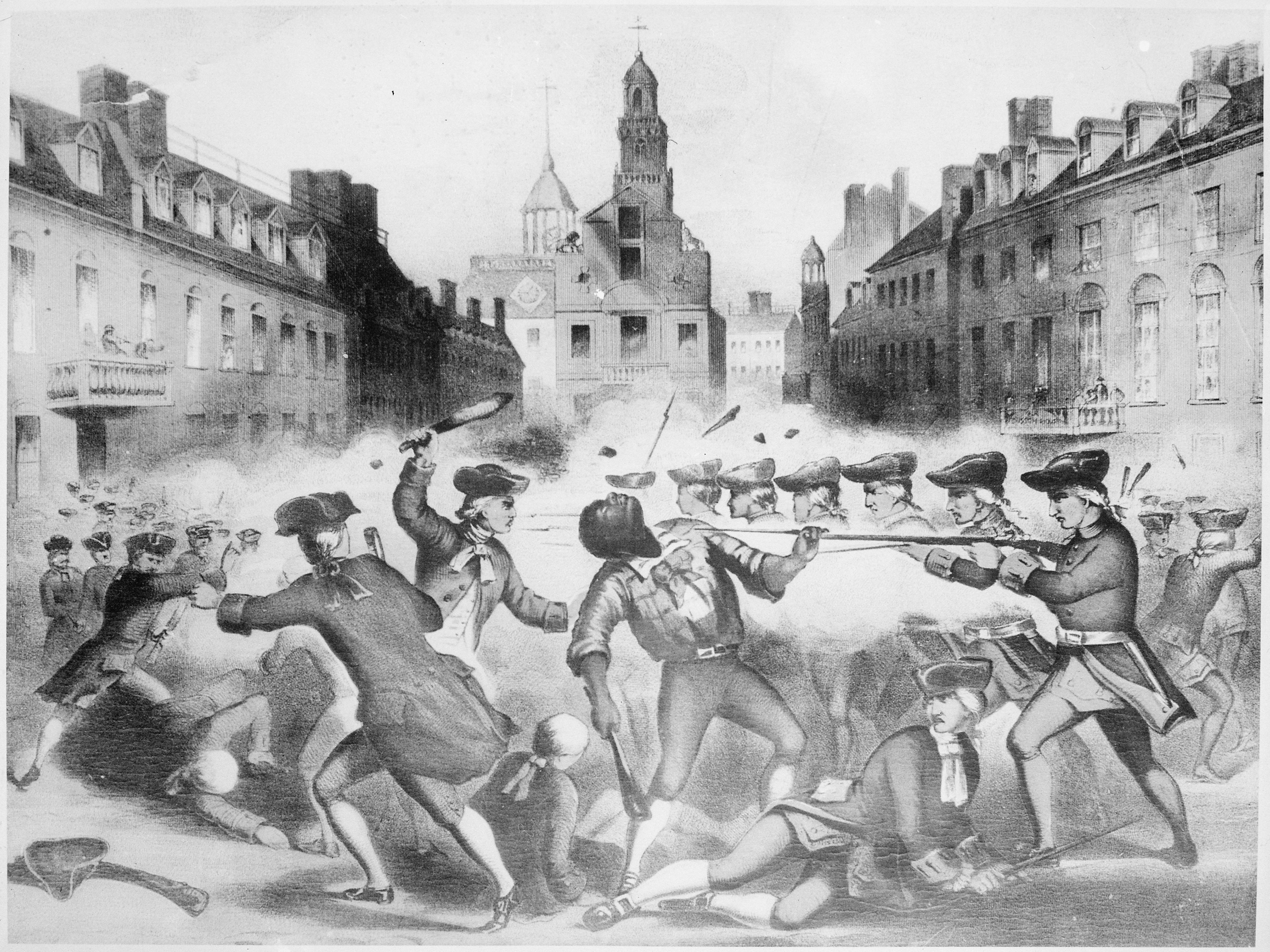
Questa litografia del XIX secolo è una variante della famosa incisione del massacro di Boston di Paul Revere. Prodotta poco prima della guerra civile americana, questa immagine mette in primo piano Crispus Attucks, che era diventato un simbolo per gli abolizionisti. (John Bufford, circa 1856)

La rabbia aumentò, e ai rintocchi della campana di una chiesa la gente scese in strada. I soldati britannici del 29º Reggimento di fanteria vennero schierati. La gente del paese rispose lanciando palle di neve e rottami contro le truppe. Un gruppo di uomini guidati da Attucks si avvicinò al palazzo del governo (ora noto come la "Old State House") con dei bastoni in mano; la violenza divampò e un soldato venne colpito da un pezzo di legno gettatogli contro. Secondo alcuni era stato Attucks, mentre altri testimoni dichiararono che Attucks si "appoggiava a un bastone", quando i soldati aprirono il fuoco. Cinque americani furono uccisi e sei feriti mortalmente. Attucks, colpito da due pallottole nel petto, fu la prima vittima. Il suo corpo fu trasportato a Faneuil Hall, dove venne esposto fino a giovedì 8 marzo, quando venne sepolto con le altre vittime.
Basandosi sul presupposto che si fosse trattato di auto-difesa, John Adams fece assolvere i soldati inglesi dall'accusa di omicidio. Due dei soldati furono però condannati per omicidio colposo. Come soldati del Re d'Inghilterra, venne concesso loro di scegliere tra l'impiccagione e la marchiatura a fuoco dei pollici: entrambi scelsero la marchiatura a fuoco. Nelle sue argomentazioni, Adams definì la folla "una eterogenea plebaglia di ragazzi insolenti, negri e mulatti, "teagues" irlandesi e stravaganti marinai inglesi ("jack tarrs")".
Due anni più tardi, Samuel Adams, un cugino di John Adams, chiamò l'evento il "Massacro di Boston" e contribuì a non farlo dimenticare. L'artista di Boston, Henry Pelham realizzò un quadro di quanto accadde. Paul Revere fece una copia da cui vennero ricavate e distribuite delle stampe. Alcune copie della stampa mostrano un uomo di pelle scura, con ferite al petto, che presumibilmente rappresenta Crispus Attucks.
Altre copie della stampa non mostrano alcuna differenza nella tonalità della pelle delle vittime.
Le cinque vittime furono sepolte come eroi nel cimitero "Granary Burying Ground", dove ci sono anche le tombe di John Hancock e di altre persone importanti. Anche se l'usanza di quel periodo scoraggiava la sepoltura di persone di colore e bianchi insieme, tale pratica non era però completamente sconosciuta. Prince Hall (fondatore della "Black Freemasonry"), per esempio, fu sepolto nel cimitero di Copp's Hill nel North End di Boston, 35 anni dopo.

## La leggenda
La documentazione frammentaria della vita di Attucks e la sua morte ha dato luogo a ipotesi che, nel corso degli anni, hanno assunto aspetti leggendari. Nelle versioni popolari della sua vita Attucks nacque schiavo, con il padre africano di nome Prince Yonger e la madre di nome Nancy Attucks appartenente alle tribù Wampanoag, e proveniva o dalla zona di Natick e Framingham nella Contea di Middlesex subito ad ovest di Boston, o dall'isola di Nantucket a sud di Cape Cod. Attucks crebbe nella casa del colonnello Buckminster, padrone di suo padre, fino a quando fu venduto al diacono William Brown di Framingham. Scontento della sua situazione, Attucks fuggì e diventò un cordaio, un operaio e/o cacciatore di balene. Il suo alterco con i soldati inglesi del 5 marzo 1770 nasceva dalla giusta indignazione per l'impatto che avevano avuto i "Townshend Acts" sull'economia locale, così come gli incidenti che scoppiarono lo stesso giorno.

## Eredità

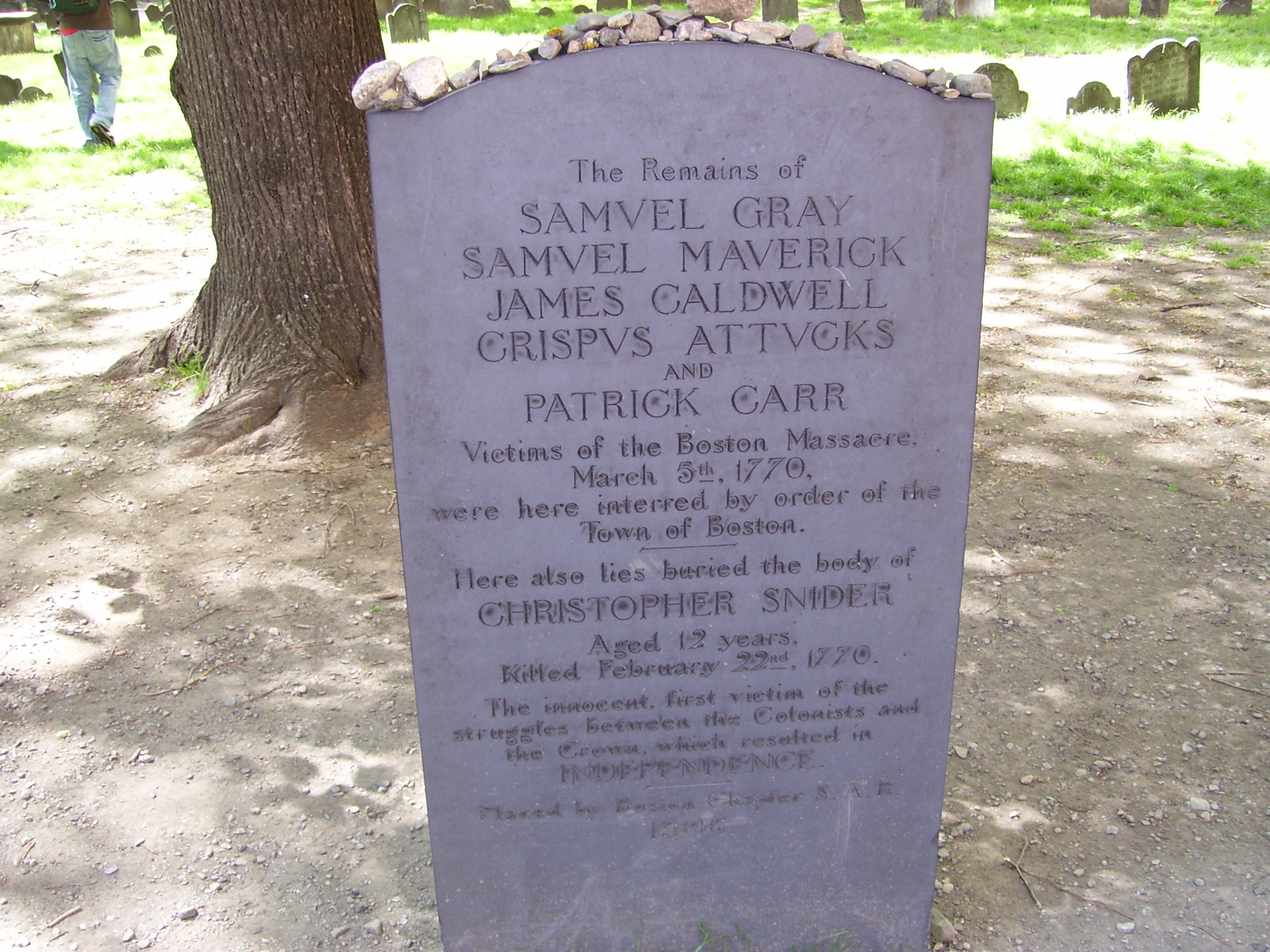
Lapide commemorativa di Crispus Attucks e degli altri caduti nel "Granary Burying Ground"

Attucks viene spesso citato come stimolo per gli americani a lavorare per gli ideali di libertà e di uguaglianza razziale.
Nel 1858, nel circondario di Boston gli abolizionisti istituirono il "Crispus Attucks Day". Nel 1886, i luoghi dove Crispus Attucks e Samuel Gray caddero sono stati evidenziati con dei cerchi sul marciapiede. All'interno di ogni cerchio, un centro con i raggi di una ruota. Due anni più tardi, un monumento in onore di Attucks fu eretto nel "Boston Common". È alto 7,8 metri e largo un po' più di 3 metri. Il bassorilievo (che ricopre la parte principale del monumento) ritrae il massacro di Boston, con Attucks disteso in primo piano. Sotto è riportata la data, 5 marzo 1770. Sopra il bassorilievo una figura femminile, "Free America", che con la mano sinistra, stringe una bandiera e nella mano destra tiene la catena rotta dell'oppressione. Sotto il piede destro schiaccia la corona reale d'Inghilterra che è lacerata e contorta a terra. A sinistra della figura, aggrappata al bordo della base, c'è un'aquila. Tredici stelle sono intagliate in una delle facce del monumento. Sotto queste stelle in rilievo i nomi dei cinque uomini che sono stati uccisi in quel giorno; Crispus Attucks, Samuel Gray, James Caldwell, Samuel Maverick e Patrick Carr.
Nel 1888, i leader della "Massachusetts Historical Society" e della "New England Historic Genealogical Society" si erano opposti alla creazione del monumento a "Crispus Attucks" nel "Boston Common". Oggi entrambe le organizzazioni utilizzano il nome di Crispus Attucks per promuovere l'interesse alla storia dei neri e alla loro etnia. Il poeta John Boyle O'Reilly scrisse la seguente poesia in occasione della presentazione del monumento: "E per onorare Crispus Attucks che era il leader e la voce di quel giorno: il primo a sfidare e il primo a morire, con Maverick, Carr e Gray. Chiamatela sommossa o rivoluzione, o folla o popolo, come volete, queste morti sono stati i semi di nazioni, queste vite devono essere onorate per sempre ..."
Martin Luther King fa riferimento a Crispus Attucks nell'introduzione al suo libro "Why We Can't Wait" ("Perché non possiamo aspettare", 1964) come esempio di uomo il cui contributo alla storia, anche se molto trascurato dalla storia ufficiale, fornisce un potente messaggio di coraggio morale. In un libro di cui non si conosce l'autore e che si rivolge ad un vasto pubblico, Neyland James ha scritto la sua valutazione dell'importanza di Attucks: "È una delle figure più importanti nella storia afro-americana, non per quello che ha fatto per la sua etnia, ma per ciò che ha fatto per tutti i popoli oppressi di tutto il mondo. Ci ricorda che il patrimonio afroamericano non è solo africano ma americano ed è un patrimonio che inizia con l'inizio dell'America."
Nel 1998 il Dipartimento del tesoro degli Stati Uniti coniò il dollaro d'argento "The Black Revolutionary War Patriots Silver Dollar" con l'immagine di Attucks sul lato diritto della moneta. Il rovescio della moneta commemorativa mostra una famiglia di patrioti afroamericana. I fondi derivanti dalla vendita della moneta sono stati destinati ad una proposta di monumento "Black Revolutionary War Patriots Memorial" da realizzare a Washington. Nel 2002 l'afrocentrista Molefi Kete Asante ha inserito Crispus Attucks nella lista dei 100 afroamericani più importanti della storia. Molte istituzioni sono dedicate a Attucks: la "Crispus Attucks High School" di Indianapolis (Indiana), la "Attucks Middle School" a Hollywood (Florida), la "Crispus Attucks Elementary School" a Kansas City (Missouri), l'"Attucks Theatre" a Norfolk (Virginia), la "Crispus Attucks Association" a York (Pennsylvania) e il "Crispus Attucks Center" a Dorchester (Massachusetts).